# 刘瑞龙
刘瑞龙（1910年10月3日—1988年5月25日），男，江苏南通人，中华人民共和国政治人物。

## 生平
1926年加入中国共产主义青年团，1927年9月加入中国共产党。历任中共南通县委委员兼城区区委书记、中共南通中心县委书记、中共通海特委书记、中共上海法南区委宣传部长、中共江苏省委农民运动委员会书记兼军委委员。“1932年秋，由于叛徒陈资平窜到上海，我就不能在上海活动了。1932年10月，党中央派我前往川陕工作。”1933年2月化装成商人随交通员出发，3月18日到达四川省通江县向红四方面军总部领导汇报完工作、送交了中共中央的文件后，刘瑞龙被派往红二十九军担任政治部主任。1933年5月中共川陕省第一次代表大会后，任川陕省委宣传部部长，发动在川陕苏区制作了众多的石刻标语。其中通江县沙溪乡景家塬村石崖上的红军石刻巨型标语“赤化全川”是1934年春红四方面军总政治部錾字队按照刘瑞龙的指示制作的。
1933年，担任红四方面军政治部宣传部长，参加长征。
抗战初期任西北青年救国联合会（简称“西青救”）主办的安吴堡战时青年训练班教务处处长、副主任。1939年9月随刘少奇从延安到达新四军第六支队驻地涡阳县新兴集，任中共豫皖苏边区委副书记。地处皖东北的国民党安徽省政府第六行政专员盛子瑾和中共建立了较好的合作抗日统战关系，因而同桂系李品仙为主席的安徽省政府所不容并遭到通缉。盛子瑾于1940年2月29日带领其嫡系部队千余人南渡淮河离境出走。1940年3月初，刘瑞龙奉中原局书记刘少奇电令，赴皖东北任苏皖军政党委员会书记，受命独立自主地创建皖东北抗日根据地，在半年内部队发展到3万人枪以上，同时要求建立抗日民主政权，发展党，发展自卫军，普遍建立农工青妇救国会，实行各种进步的抗日政策等等。驻津浦路东泗县张塘村。1940年9月间，黄克诚率八路军第五纵队继续东进，很快在淮安、宝应一带创建了8个县的抗日民主政权。1940年10月，刘瑞龙调任淮海区军政委员会书记。皖东北只除留下八路军第五纵队胡继成一个团，其余全部开往苏北；皖东北区党委改为皖东北地委，地委书记张彦，专员刘玉柱，地委、专署机关移驻泗宿县境内。日伪军乘虚进占皖东北根据地的青阳、马公店（今泗洪县车门乡马公村）、金锁镇等主要城镇。洪泽湖的湖匪和顽固派武装也向皖东北根据地骚扰侵蚀。皖南事变后，1941年2月，张爱萍率新四军第三师第九旅由淮海区西返皖东北，先后克青阳、马公店，经过40多天的连续作战，恢复了皖东北根据地的基本区域。此后清除了多年来的湖上匪患，皖东北抗日根据地全部恢复。1941年5月，华中局决定重新成立皖东北区党委，刘子久任书记，刘瑞龙任副书记。1941年9月，皖东北区党委改为淮北区党委，新四军政治部主任兼第四师政委邓子恢任书记，同时成立淮北苏皖边区行政公署，刘瑞龙任行署主任，负责推行减租减息“双减”政策，即实行“二五减租”，“分半付息”（利息不超过一分半)。
第二次国共内战期间，担任第三野战军后勤部司令兼政委，改任中共上海市委秘书长。此后历任中共中央华东局农委书记、中华人民共和国农业部副部长、党组副书记，第五届全国政协常务委员，第六届全国人大常委会委员。
1988年，刘瑞龙在广州参加全国农史学会学术讨论会时，因心脏病猝发逝世。

## 家庭
女儿刘延东。